# Seznam vlajek polských vojvodství

Polská národní vlajka
Poměr stran: 5:8

Seznam vlajek polských vojvodství představuje přehled všech šestnácti vojvodství Polska. Ne všechny vlajky jsou obdélníkového tvaru.
| Umístění | Vlajka | Poměr stran | Územní celek / článek o vlajce                                       |
| -------- | ------ | ----------- | -------------------------------------------------------------------- |
|          |        | 5:8         | Dolnoslezské vojvodství Vlajka Dolnoslezského vojvodství             |
|          |        | 5:8         | Kujavsko-pomořské vojvodství Vlajka Kujavsko-pomořského vojvodství   |
|          |        | 5:8         | Lodžské vojvodství Vlajka Lodžského vojvodství                       |
|          |        | 5:8         | Lublinské vojvodství Vlajka Lublinského vojvodství                   |
|          |        | 5:8         | Lubušské vojvodství Vlajka Lubušskéhi vojvodství                     |
|          |        | 5:8         | Malopolské vojvodství Vlajka Malopolského vojvodství                 |
|          |        | 5:8         | Mazovské vojvodství Vlajka Mazovského vojvodství                     |
|          |        | 5:8         | Opolské vojvodství Vlajka Opolského vojvodství                       |
|          |        | 5:8         | Podkarpatské vojvodství Vlajka Podkarpatského vojvodství             |
|          |        | 5:8         | Podleské vojvodství Vlajka Podleského vojvodství                     |
|          |        | 5:8         | Pomořské vojvodství Vlajka Pomořského vojvodství                     |
|          |        | 5:8         | Slezské vojvodství Vlajka Slezského vojvodství                       |
|          |        | 5:8         | Svatokřížské vojvodství Vlajka Svatokřížského vojvodství             |
|          |        | 5:8         | Varmijsko-mazurské vojvodství Vlajka Varmijsko-mazurského vojvodství |
|          |        | 5:8         | Velkopolské vojvodství Vlajka Velkopolského vojvodství               |
|          |        | 5:8         | Západopomořanské vojvodství Vlajka Západopomořanského vojvodství     |